# Krucifix (Kerhartice)
Pískovcový krucifix od neznámého autora se nalézá od roku 1819 vedle domu čp. 55 na Sokolské ulici v Kerharticích, místní části okresního města Ústí nad Orlicí. Krucifix je od roku 1958 chráněn jako nemovitá kulturní památka ČR.

## Popis
Krucifix se nalézá u chodníku v novodobé čtvercové ozdobné mříži s dvířky na čelní straně.
Uprostřed mříže stojí nízký hranolový podstavec s vypouklým čelem, na kterém je vytesán v ozdobném rámečku nápis: „O! wy wssicknj, kteriž gdete cestou, pozorugte a wizte gestli gest bolest, gako bolest má. Joromiasch 1.12.“ Na zadní straně podstavce je vytesáno vročení 1819 a nápis Obnoveno 1939.
Na podstavci stojí užší pilíř, po stranách zdobený volutami. Čelní stranu pilíře zdobí reliéf Panny Marie ozdobený festonem. Pilíř je zakončen nahoru obloukovitě vzepjatou profilovanou římsou ozdobenou ve vrcholu vzepjetí medailonem, ze kterého vyčnívá závěs lucerny.
Na římse jsou umístěny na obou stranách sošky klečících andílků, mezi nimi stojí komolý jehlan ozdobený reliéfem lebky nad zkříženými hnáty a hadem. Jehlan je zakončen zvlněnou profilovanou římsou, na které stojí vlastní pískovcový kříž s krátkými, trojitě zakončenými rameny s korpusem Krista a nápisem INRI nad jeho hlavou. 
Krucifix prošel roku 2017 celkovou renovací.